# Jurij Niestierienko
Jerzy Jurij Right (ang. George Yury Right, przed 2018 rokiem: Jurij Leonidowicz Niestierienko, ros. Юрий Леонидович Нестеренко; ur. 9 października 1972 r. w Moskwie) – rosyjski pisarz, poeta i publicysta, zwolennik antyseksualizmu oraz działacz opozycji rosyjskiej.

## Życiorys
Ukończył Moskiewski Instytut Inżynieryjno-Fizyczny w 1995 roku. Należy do rosyjskich pisarzy współczesnych. Jego utwory publikowane są w licznych czasopismach, m.in. w zbiorze opowiadań Kroki w nieznane.
W roku 2010 przeniósł się do USA. Będąc zasadniczym przeciwnikiem seksu, został jednym z założycieli Międzynarodowego Ruchu Antyseksualistycznego (IAM, International Antisexual Movement). Uważa pożądanie za formę narkomanii i trzyma się przekonania, iż stosunki płciowe powinny być zlikwidowane na całym świecie. W roku 1995 utworzył w sieci Fidonet Echokonferencja, gdzie ukształtowała się społeczność internetowa antyseksualistów i powstały ich grupy dyskusyjne. Jurij Niestierienko zestawił także FAQ tej echokonferencji.

## Twórczość
W języku rosyjskim
- Чёрная нежить — М.: Эксмо-Пресс, 2002.
- Время меча: Фантастический роман. — М.: АРМАДА: «Издательство Альфа-книга», 2002.
- Комитет по встрече (сборник). — М.: АСТ, 2003.
- Крылья: Фантастический роман. — М.: Эксмо, 2004.
- Пилот с Границы: Фантастический роман. — М.: Эксмо, 2006.
- Плющ на руинах: Фантастический роман. — М.: Эксмо, 2007.
- Личная неприкосновенность: Фантастический роман. — М.: Эксмо, 2009.

Przetłumaczone na język polski
- Rozpacz[7] // Kroki w nieznane 2011